# Gratidiinilobus capensis
Gratidiinilobus capensis is een wandelende tak uit de familie Bacillidae. De wetenschappelijke naam van deze soort is voor het eerst voorgesteld door Paul Brock in een publicatie uit 2005.
De soort komt voor in Zuid-Afrika.